# Seconde présidence de Michelle Bachelet
Président de la République du Chili
Première présidence de Sebastián Piñera Seconde présidence de Sebastián Piñera
La seconde présidence de Michelle Bachelet commence officiellement le 11 mars 2014, après l'élection de Michelle Bachelet au poste de président de la République du Chili le 15 décembre 2013 lors de l'élection présidentielle de 2013. Elle fait suite à la première présidence de Sebastián Piñera et s'achève le 11 mars 2018, lorsque Sebastián Piñera commence son second mandat. Il s'agit du second mandat de Michelle Bachet, après sa première présidence de 2006 à 2010.

## Contexte

### Paysage politique
Le Chili démocratique succède à la dictature militaire d'Augusto Pinochet ayant existé jusqu'en 1990. La population chilienne manifeste ainsi en 2011 pour protester contre un modèle économique qu'elle juge héritière du système dictatorial.
En parallèle de ces tensions sociales, le Chili traverse un ralentissement de sa croissance économique et des divisions au sein des partis de gauche.

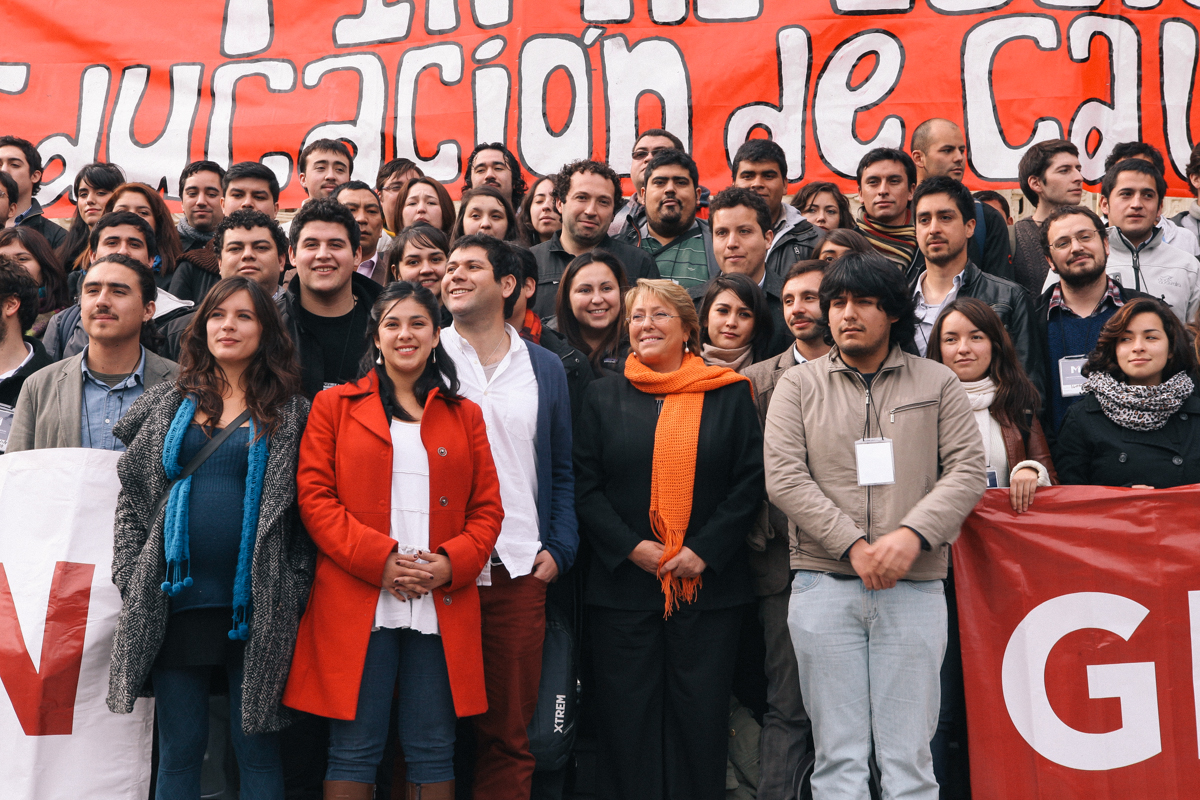
Michelle Bachelet le 8 août 2013 aux côtés de leaders étudiants dont ceux du mouvement lancé en 2011, comme Camilo Ballesteros et Camila Vallejo.

### Deuxième campagne de Bachelet
En mars 2013, Michelle Bachelet se présente une seconde fois à l'élection présidentielle du pays,, en centrant son programme sur la fiscalité, l'éducation gratuite et la rédaction d'une nouvelle Constitution, pour faire du Chili « un pays plus juste, plus égalitaire et sans discrimination ».
Le 15 décembre 2013, Bachelet remporte le second tour de l'élection présidentielle de 2013 avec 62 % de voix et une majorité au parlement face à Evelyn Matthei. Michelle Bachelet devient ainsi la première femme à devenir par deux fois présidente du Chili.

## Cabinet
Avant l'investiture de Michelle Bachelet, des controverses éclatent : la nomination de l'économiste Claudia Peirano en tant que ministre de l'éducation scandalise les leaders étudiants du mouvement social de 2011, et quelques jours plus tard six des ministres du gouvernement Bachelet démissionnent.

## Politique intérieure

### Économie
Dès le début de sa seconde présidence, Michelle Bachelet augmente l'impôt sur les sociétés de 20 à 27 % et supprime une importante niche fiscale afin de financer ses réformes dans l'éducation.

### Éducation
Dès le début de son nouveau mandat, la présidente émet des subventions pour rendre gratuit l'accès à l'université pour les 70 % des Chiliens les plus pauvres et pour encourager à la construction d'universités publiques.

## Scandales

### Affaire de corruption
Début 2015, le fils de Bachelet, Sebastián Dávalos, est accusé d'avoir utilisé de son influence pour permettre à sa femme de contracter un prêt bancaire de 10 millions de dollars dans le but d'acheter un terrain et de le revendre pour réaliser une marge. Bien que Dávalos soit acquitté, un an plus tard sa femme est accusée d'avoir créé de faux enregistrements audios pour éviter 165 000 dollars d'impôts.
Bien que Michelle Bachelet nie son implication dans cette affaire, la confiance qu'accordent les Chiliens en elle chute.

### Cote de popularité
Du fait des divers scandales et tensions politiques et financiers au cours du second mandat, le gouvernement de Michelle Bachelet atteint 23 % d'opinions favorables dans les sondages à la fin du second mandat, alors que ce chiffrait était de 78 % à la fin du premier.